# 走賊宅
走賊宅，是臺灣嘉義縣東石鄉的一個傳統地域名稱，位於該鄉東南部。相較於今日行政區，其範圍大致為西崙村東南半部。

## 歷史
台灣日治初期，走賊宅地區為一街庄（舊制街庄），稱為「走賊宅庄」，隸屬於大坵田西堡。該庄昔日北與栗仔崙庄為鄰，東與貴舍庄為鄰，南邊及西邊為過溝庄。
1901年（日治明治三十四年）11月11日，全台設置二十廳，該庄隸屬於嘉義廳。1904年（明治三十七年）2月20日，該庄編入「港墘區」，隸屬於嘉義廳。1905年（明治三十八年）7月1日，各區管轄區域調整，該庄仍隸屬於嘉義廳的「港墘區」。1909年（明治四十二年）10月25日，全台整併二十廳為十二廳，該庄仍隸屬於嘉義廳。1910年（明治四十三年）1月18日，各區管轄區域調整，該庄仍隸屬於嘉義廳的「港墘區」。1920年（大正九年）10月1日，全台廢十二廳改設五州二廳，該庄改制為「走賊宅」大字，隸屬於臺南州東石郡東石庄（新制街庄）。
戰後東石庄改制為東石鄉，隸屬於臺南縣，大字亦改制為村。1950年（民國39年）10月25日，雲、嘉、南分治，東石鄉改隸屬於嘉義縣。

## 聚落
本地區發展較早的聚落為走賊宅，在日治期初期的官方地圖上已有記載。

## 交通
縣道170號是網寮至竹子腳的道路，經過本地區東北端。由該道路西行可前往東石鄉掌潭地區的網寮聚落；東行可前往布袋鎮東北部、鹿草鄉西南部，並止於竹子腳地區東勢尾聚落旁的縣道163號路口。
鄉道嘉18線是白水湖至樹林頭的道路，經過本地區西南端。